# Helioctamenus gineri
Helioctamenus gineri is een keversoort uit de familie somberkevers (Zopheridae). De wetenschappelijke naam van de soort werd in 1948 gepubliceerd door Español.